# Hans Robert Jauss
Hans Robert Jauss (Göppingen, 12 dicembre 1921 – 1º marzo 1997) è stato un filosofo e francesista tedesco.
È noto per il suo lavoro sulla teoria della ricezione, e sulla letteratura francese medievale e moderna.
Egli non intendeva l'opera come se contenesse un messaggio, ma riconosceva il lettore come protagonista di un processo attivo e poetico nel quale la ricerca filologica è in grado di unirsi all'ermeneutica: per cui l'opera vive nell'attenzione e nell'interesse che le tributa il pubblico. Nel caso in cui il pubblico non provi interesse essa cade nel dimenticatoio e muore.

## Opere
- (DE)  Literaturgeschichte als Provokation der Literaturwissenschaft, 1967
  - Perché la storia della letteratura?, a cura di Alberto Varvaro, Napoli: Guida, 1969, 1977, 1983, 2001. ISBN 88-7042-213-5. ISBN 88-7188-516-3
- (DE)  Kleine Apologie der Asthetischen Erfahrung
  - Apologia dell'esperienza estetica, con un saggio di Max Imdahl, introduzione di Carlo Gentili, Torino: Einaudi, 1985 ISBN 88-06-58784-6
- (DE)  Asthetische Erfahrung und literarische Hermeneutik
  - Esperienza estetica ed ermeneutica letteraria, Il Mulino, Bologna
    - vol. I. Teoria e storia dell'esperienza estetica, 1987 ISBN 88-15-01464-0
    - vol. II. Domanda e risposta: studi di ermeneutica letteraria, 1988 ISBN 88-15-01749-6
- Estetica della ricezione, a cura di Antonello Giugliano, introduzione di Anna Mattei, Napoli: Guida, 1988 ISBN 88-7042-919-9
- (DE)  Alteritat und Modernitat der mittelalterlichen Literatur
  - Alterità e modernità della letteratura medievale, tr. it. di Maria Grazia Saibene Andreotti e Roberto Venuti, presentazione di Cesare Segre, Torino: Bollati Boringhieri, 1989. ISBN 88-339-0457-1
- (DE)  Asthetische Erfahrung und literarische Hermeneutik
  - Estetica e interpretazione letteraria: il testo poetico nel mutamento d'orizzonte della comprensione, a cura di Carlo Gentili, Genova: Marietti, 1990 ISBN 88-211-6619-8
- (DE)  Literaturgeschichte als Provokation
  - Storia della letteratura come provocazione, a cura di Piero Cresto-Dina, Torino: Bollati Boringhieri, 1999 ISBN 88-339-1176-4
- (DE)  Zeit und Erinnerung in Marcel Prousts A la recherche du temps perdu, 1986
  - Tempo e ricordo nella "Recherche" di Marcel Proust, tr. it. di Matteo Galli, prefazione di Alberto Beretta Anguissola, Firenze: Le lettere, 2003 ISBN 88-7166-648-8
- (DE)  Untersuchungen zur mittelalterlichen Tierdichtung, 1959
- (FR)  Genèse de la poésie allégorique française au Moyen-âge de 1180 à 1240, 1962
- (DE)  Die literarische Postmoderne - Rückblick auf eine umstrittene Epochenschwelle, in "Jahrbuch der Bayerischen Akademie der Schönen Künste", 4, 1990, pp. 310-32
- (DE)  Studien zum Epochenwandel der ästhetischen Moderne, 1990
- (DE)  Wege des Verstehens, 1994
- (DE)  Die Theorie der Rezeption. Rückschau auf ihre unerkannte Vorgeschichte, 1998